# Romulo Geolina Valles

Romulo Geolina Valles (sinh 1951) là một Giám mục người Philippines của Giáo hội Công giáo Rôma. Ông hiện là Tổng giám mục chính tòa Tổng giáo phận Davao và Chủ tịch Hội đồng Giám mục Philippines. Trước đây, ông còn đảm nhiệm vị trí Tổng giám mục Tổng giáo phận Zamboanga và Giám mục chính tòa Giáo phận Kidapawan.

## Tiểu sử
Tổng giám mục Valles sinh ngày 10 tháng 7 năm 1951 tại Maribojoc, Philippines. Sau quá trình tu học dài hạn tại các chủng viện theo quy định của Giáo luật, ngày 6 tháng 4 năm 1976, Phó tế Valles, 25 tuổi, tiến đến việc được truyền chức linh mục. Tân linh mục cũng trở thành thành viên của linh mục đoàn Giáo phận Tagum.
Sau hơn 20 năm phục vụ mục vụ trên cương vị là một linh mục, ngày 24 tháng 6 năm 1997, Tòa Thánh loan báo thông tin về việc Giáo hoàng đã tuyển chọn linh mục Romulo Geolina Valles làm Giám mục, cụ thể làm Giám mục chính tòa Giáo phận Kidapawan. Tân giám mục được cử hành các nghi lễ truyền chức sau đó vào ngày 6 tháng 8 cùng năm, bởi ba giáo sĩ cấp cao chủ sự phần nghi lễ. Chủ phong cho vị tân chức là Tổng giám mục Gian Vincenzo Moreni, Sứ thần Tòa Thánh tại Philippines. Hai vị khác trong vai trò phụ phong là Tổng giám mục Philip Francis Smith, O.M.I., Tổng giám mục chính tòa Tổng giáo phận Cobato và Giám mục chính tòa Giáo phận Tagum Wilfredo Dasco Manlapaz. Tân giám mục chọn cho mình châm ngôn:Illum oportet crescere.
Sau gần 10 năm phục vụ trên cương vị người lãnh đạo tinh thần cho Giáo phận Kidapawan, ngày 13 tháng 11 năm 2006, Tòa Thánh công bố quyết định từ Giáo hoàng, qua đó thăng hàm Tổng giám mục cho Giám mục Romulo Geolina Valles, cử làm Tổng giám mục chính tòa Tổng giáo phận Zamboanga.
Hơn 5 năm tại Zamboanga của Tổng giám mục Valles chấm dứt bằng quyết định từ Tòa Thánh ấn kì ngày 11 tháng 2 năm 2012 về việc thuyên chuyển Tổng giám mục Valles đến Tổng giáo phận Davap làm Tổng giám mục chính tòa.
Ngoài các chức danh chính thức từ Tòa Thánh, Tổng giám mục Valles còn đảm nhận các trọng trách khác như Phó Chủ tịch Hội đồng Giám mục Philippines từ ngày 1 tháng 12 năm 2013 đến ngày 8 tháng 7 năm 2017 thì được chọn làm Chủ tịch.